# Winter in Sokcho
Winter in Sokcho (französisch: Hiver à Sokcho) ist ein französischer Film von Koya Kamura aus dem Jahr 2024.

## Inhalt
Sooha lebt zusammen mit ihrem Freund Joon-oh in der südkoreanischen Küstenstadt Sokcho. Sie arbeitet in einem kleinen Boardinghouse, das von Herrn Park geführt wird. Ihre Mutter arbeitet als Fischverkäuferin auf dem Markt. Eines Tages erscheint der französische Comiczeichner Yan Kerrand im Boardinghouse und bittet um Unterkunft. Da nur Sooha Französisch spricht, unterstützt sie Kerrand. Später trifft sie sich mit ihrer Mutter und fragt nach ihrem Vater, von dem sie nur weiß, dass er als französischer Gastarbeiter war. Die Mutter blockt die Fragen ab und wiederholt, dass der Vater gegangen sei, ohne von der Schwangerschaft zu wissen.
In animierten Zwischensequenzen sieht man eine Frau, deren Körper sich seltsam formiert und die zu zerfließen scheint. Heimlich beobachtet Sooha Kerrand beim Zeichnen, der allerdings vor Wut auf den Tisch schlägt. Am nächsten Tag bittet er darum, die Demilitarisierte Zone zu besuchen, woraufhin Sooha ihn dorthin fährt. Schließlich fahren sie mit einer Gondelbahn auf umliegende Hügel, wo Sooha von Legenden zum Aussehen der Formationen erzählt. Eine sehe aus, wie ein Fliegender Fisch aussieht und erzählt, dass der Fisch über die Wolken hinausfliegen wolle, was ihm nur im Frühlingsnebel gelingt.
Bei weiteren Treffen kommen sich die beiden näher und Kerrand erzählt ein paar Einzelheiten über seine Familie und Heimat in der Normandie. Nachdem Sooha ihm den Gebrauch von Essstäbchen erklären will, unterbricht er den Körperkontakt. Kurz darauf hat Sooha Sex mit ihrem Freund und trennt sich danach von ihm. Ihre Mutter reagier ungehalten auf die Nachricht. Später feiern sie mit einer Tante das Neujahrsfest, bei dem der Tante herausrutscht, dass Soohas Vater von der Schwangerschaft wusste.
Sooha ist verstört und will mit Kerrand reden, der allerdings manisch an seinem nächsten Werk arbeitet und sie an der Tür abweist. Nachdem sie ihn konfrontiert, erwidert er, dass er nicht die Person ist, die Sooha sucht. Verzweifelt frisst sich Sooha voll und muss sich übergeben. Am nächsten Tag erscheint Kerrand und sagt, er werde übermorgen abreisen. Sooha verspricht eine letzte Mahlzeit, doch Kerrarnd ist nicht mehr in seinem Zimmer und hat eine Tuschezeichnung von ihr hinterlassen. Daraufhin spricht sich Sooha mit ihrer Mutter aus und erkennt, dass diese sie nur schützen wollte. Nach einem Zeitsprung arbeitet Sooha noch immer im Boardinghouse, das allerdings mittlerweile renoviert wurde. Zuletzt steht sie am Strand und blickt in die Ferne.

## Produktion
Der Film basiert auf dem gleichnamigen Buch von Elisa Shua Dusapin und wurde in der titelgebenden Stadt gedreht. Regisseur Kamura gab an, dass er als Kind eines japanischen Vaters und einer französischen Mutter mit der Hauptfigur mitfühlen konnte. Er habe sich sehr gefreut, den bekannten Schauspieler Roschdy Zem für das Projekt zu gewinnen und war von der Erstlingsleistung von Bella Kim beeindruckt. Die einfügten Animationen würden Schlaglichter auf das Seelenleben von Sooha werfen.
Er feierte seine Premiere beim Toronto International Film Festival 2024. Daraufhin wurde es bei weiteren Filmfestivals, u. a. dem Filmfest München gezeigt.

## Rezeption
Manuel Betancourt von Variety: „Kamuras Regie bereichert die stoische Geschichte auf Schritt und Tritt. Er weigert sich konsequent, diese Geschichte – von Künstler und Muse, Tourist und Reiseführer, eigensinnigem Entdecker und introvertiertem Beobachter – in abgedroschene Klischees oder vorhersehbare Ergebnisse zu verfallen, auch wenn er mit ihnen flirtet.“
Paul Enicola von The Asian Cut: „Als Erkundung der Komplexität kultureller Identität vor dem Hintergrund des kalten Winters in Sokcho habe ich es genossen, die vielen Schichten zu durchdringen, um eine weitere Geschichte innerhalb der Geschichte zu enthüllen. Ich hätte mir nur gewünscht, dass Regisseur Kamura einige davon noch weiter hätte untersuchen können. Letztendlich gelingt es ihm jedoch, einen Film über zwei Menschen in Isolation zu drehen, von denen die eine sich nach einer echten Verbindung sehnt, angetrieben von einem Strudel der Gefühle, während der andere eine distanzierte und intellektualisierte Herangehensweise bevorzugt, um seine Emotionen im Zaum zu halten.“

## Auszeichnungen (Auswahl)
- 2024: Tokyo-Filmex-Nominierung in der Kategorie Bester Film
- 2024: Toronto-International-Film-Festival-Nominierung für den Platform Award
- 2024: Festival-Internacional-de-Cine-de-San-Sebastián-Nominierung in der Kategorie Bester Debütfilm
- 2025: San-Francisco-International-Film-Festival-Nominierung in der Kategorie Beste Regie
- 2025: Filmfest-München-Nominierung im Wettbewerb Cinevision